# Azul y Blanco (1935)
Azul y Blanco fue un periódico semanal de política de San Pedro Sula, Honduras fundado por el doctor Octaviano Arias. Azul y Blanco tenía una ideología política de derecha, alineado con el Partido Nacional de Honduras y a favor de continuar el mandato del presidente hondureño Tiburcio Carías Andino.
El periódico se publicó entre el 1 de diciembre de 1935 hasta el 8 de marzo de 1936 cuando cerró sus operaciones.
Azul y Blanco era impreso en la imprenta Tipografía Cervantes en San Pedro Sula. El jefe de la imprenta era Héctor Pérez Estrada.